# Skattely
Skattely er et land eller område, hvor skatten er væsentlig lavere end i ens eget land, og som derfor er attraktivt som (midlertidigt) hjemsted for visse borgere og virksomheder.  Hertil kommer, at skattely typisk har få krav til regnskaber og derfor heller ikke udveksler skatteinformationer med andre landes skatte- eller retsvæsen. Det medfører, at selskaber og personer kan skjule deres identitet og formuer mv. i skattely og derved unddrage sig rimelig beskatning. I en bog af Nicholas Shaxson er det skønnet, at omkring $12 billioner, dvs. en fjerdedel af alle formuer i verden, placeres ubeskattet i skattely. Skattelyene vurderes at ligge hovedsagelig i USA (21%), Storbritannien (20%), eller et Britisk oversøisk territorium (10%). G20, OECD og EU arbejder på at skabe ensartede skatteregler, så skatteunddragelsen begrænses.
Efter offentliggørelsen af de såkaldte Panama-papirer i 2016 har lektor Niels Johannesen, Københavns Universitet, skønnet, at der i alt er 39.000 milliarder kroner gemt i skattely verden over, hvoraf danskere med et skøn kan stå for 100-150 mia. kr.

## Globalt
| Citat                                                  | OECD har opsat fire kriterier, der definerer skattely. - Ingen eller lav skat på relevant indkomst. Selskaber og privatpersoner benytter skattely til at flytte overskud og anden aggressiv skatteplanlægning for at opnå en lav eller ingen skat. - Mangel på effektiv informationsudveksling. Skattely afviser eller gør det besværligt at udveksle informationer om selskaber og personer med andre landes skatte- eller retsvæsen. - Mangel på gennemsigthed. Uigennemsigtighed i lovgivningen og registrering af oplysninger om selskaber og personer, manglende regnskabspligt og registrering af, hvem der er de egentlige ejere af formuer og selskaber og andre fundamentale oplysninger. - Ingen substantiel aktivitet for selskaber. Skattely gør det nemt at oprette skuffeselskaber og holdingselskaber uden egentlig aktivitet for at tiltrække investeringer og transaktioner med det ene formål at reducere skat. | Citat |
| IBIS analyse: En Global indsats mod skattely, Maj 2013 | |       |

I en OECD Progress Report fra 2009 listes jurisdiktioner, der anses som skattely. De har formelt forpligtet sig til at overholde internationalt vedtagne standarder for beskatning, men bl.a. Lichtenstein og Monaco er blandt de lande, som (i 2009) ikke har implementeret standarderne i praksis.
| Citat                                                  | EU landene mister årligt omkring 7.500 milliarder kroner i skatteindtægter på grund af skatteunddragelse. Ulandene mister årligt mere end 700 milliarder kroner i tabte skatteindtægter, langt mere end de får i udviklingsbistand. | Citat |
| IBIS analyse: En Global indsats mod skattely, Maj 2013 | |       |

Med henblik på at begrænse aggressiv skatteplanlægning og vilkårlig brug af skattely har OECD udarbejdet anbefalinger for samarbejde mellem skattemyndigheder om automatisk udveksling af information om udbytter og renter mv . Det er sket indenfor rammerne af det fælles OECD/G20 Base Erosion and Profit Shifting Project (BEPS) og i dialog med Global Forum on Transparency and Exchange of Information for Tax Purposes, der (i 2014) omfatter 122 jurisdiktioner, nemlig alle G20 og OECD lande, samt mange oversøiske finanscentre og udviklingslande. Den 24. november 2016 offentliggjorde OECD et dokument (Multilateral Convention to Implement Tax Treaty Related Measures to Prevent BEPS, forkortet til "Multilateral Instrument" eller "MLI") med regler for effektiv implementering af en række BEPS-tiltag i eksisterende dobbeltbeskatningsoverenskomster. Dokumentet blev underskrevet den 7. juni 2017 af ministre fra over 70 lande, herunder Danmark .
Lektor Niels Johannesen fra Københavns Universitet har vurderet at der er 39.000 milliarder kroner i skattely på globalt plan - heraf er skønnet 100-150 mia. kr. gemt af danskere.

## EU
21. juni 2016 blev Rådet for den Europæiske Union (EU-Rådet) enigt om et udkast til direktiv om bekæmpelse af metoder til skatteundgåelse, som ofte anvendes af store selskaber.
Direktivet er led i en pakke med forslag fra Kommissionen fra januar 2016, som skal styrke reglerne om bekæmpelse af selskabers skatteundgåelse. Pakken bygger på OECD-henstillinger fra 2015 om at imødegå udhuling af skattegrundlaget og overførsel af overskud (BEPS).
Det første element i pakken blev gennemført i 25. maj 2016, da Rådet vedtog regler om multinationale selskabers indberetning af skatterelaterede oplysninger og om udveksling af sådanne oplysninger mellem EU-lande. Dette direktiv vil gennemføre OECD's BEPS-aktion 13 om multinationale selskabers indberetning land for land i et juridisk bindende EU-instrument. Det omfatter koncerner med en samlet konsolideret omsætning på mindst 750 mio. €.

## Danmark
Danmark støtter udviklingslandenes egen indsats for at opbygge stærkere og mere robuste skattesystemer, bekæmpe skattesvindel og illegale kapitalstrømme. I oktober 2015, i forbindelse med FN's vedtagelse af Bæredygtige udviklingsmål, annonceres en bevilling på 10 millioner ekstra til initiativer, der skal give udviklingslandene medbestemmelse på internationale skattespørgsmål.
Danmark og ca 40 andre lande og områder er i 2014 gået sammen i en såkaldt Early Adopters Group, der forpligter sig på en hurtig implementering af OECDs standard for automatisk udveksling af skatteoplysninger, Common Reporting Standard (CRS). Aftalen indebærer, at de finansielle institutter i Danmark og i de øvrige lande, som deltager i initiativet, skal begynde identifikationen af indberetningspligtige konti fra januar 2016, og de første indberetninger og udvekslinger kan foretages i 2017 og vedrøre 2016. 
DR Dokumentar belyste oktober 2013 - januar 2014 gennem en række TV-programmer, hvordan rige danskere og firmaer skjuler deres formuer i skattely.
Et eksempel er rige danskere, der flytter til Spanien og nyder deres formue uden at skulle betale de høje danske skatter.
Skatteministeriet gennemførte 2011-13 et projekt for at afdække forsøg på at skjule pengeoverførsler til skattely-lande. Provenuet blev knap 1,5 mia. kr. eller ca 3% af selskabsskatten i 2012. Projektet videreføres som Money Transfer 2. 
Ministeriet vil arbejde for optimal udnyttelse af nye og eksisterende internationale udvekslingsaftaler om skatteoplysninger, herunder fx dobbeltbeskatningsoverenskomster (DBO), Tax Information Exchange Agreements (TIEA-aftaler) og Foreign Account Tax Compliance Act (FATCA), samt understøtte et øget samarbejde med brancheorganisationer og udenlandske skatteadministrationer for at få større indsigt i kendte skattelykonstruktioner.